# Palawansolfågel
Palawansolfågel (Aethopyga shelleyi) är en fågel i familjen solfåglar inom ordningen tättingar.

## Utseende och läte
Palawansolfågeln är en liten och vacker tätting, med rätt lång, böjd näbb, vitaktig buk och olivgröna vingar. Hanen har en spetsig grön sthärt, lysande rött på rygg, kroppsidor och huvud, glänsande purpurblått på hjässa och i ett mustaschstreck samt gult bröst med tunna röda strimmor. Honan är mycket mer färglös och liknar andra solfågelhonor, men är den enda arten i sitt utbredningsområde med en kombimation av mycket liten storlek, ljus undersida och olivgröna vingar. Lätet är ett upprepat stigande och fallande "chip-chap! chip-chap! chip-chap!".

## Utbredning och systematik
Fågeln förekommer i södra Filippinerna (Balabac, Busuanga, Culion och Palawan). Den behandlas som monotypisk, det vill säga att den inte delas in i några underarter.

## Status
Arten har ett stort utbredningsområde och beståndet anses stabilt. Internationella naturvårdsunionen IUCN listar den därför som livskraftig (LC).

## Namn
Fågelns vetenskapliga artnamn hedrar den brittiske geologen och ornitologen George Ernest Shelley (1840-1910).